# Guðbergur Bergsson
Guðbergur Bergsson (Grindavík, 16 de octubre de 1932-Mosfellsbær, 4 de septiembre de 2023) fue un escritor y traductor islandés. Es uno de los principales traductores al islandés de obras en castellano. Ganó dos veces el Premio de Literatura de Islandia.

## Biografía
Bergsson nació en Grindavík, en el sudoeste de Islandia. Estudió en la Universidad de Islandia para convertirse en profesor. En 1956 se trasladó a Barcelona, donde cursó estudios de Lengua Española, Literatura e Historia del Arte. Allí conoció a poetas y escritores como Carlos Barral, Gabriel Ferrater, Jaime Gil de Biedma y a quien fuera su pareja, el editor Jaime Salinas.
Sus primeros libros aparecieron en 1961. Publicó numerosas obras, tanto novelas como libros de literatura infantil y poesía. Fue galardonado en dos ocasiones con el Premio de Literatura de Islandia, la primera vez por El cisne y la segunda por su última novela hasta la fecha, La magia de la niñez. En 2004 recibió el Premio Nórdico de la Academia Sueca. Su obra ha sido traducida a varias lenguas. 
Entre sus traducciones al islandés está el Quijote y obras de García Márquez, Borges, Eduardo Mendoza y poetas, como García Lorca. En 1992 publicó en Islandia una importante antología de poesía española: Hið eilífa þroskar djúpin sín, que contiene traducciones personales de diversos poetas de todo el siglo XX.

## Obra

### Narrativa
- 1961 - Músin sem læðist
- 1966 - Tómas Jónsson, metsölubók. Traducción española: Tomas Jonsson. Bestseller. Madrid, Alfaguara, 1990.
- 1967 - Ástir samlyndra hjóna
- 1968 - Anna
- 1973 - Það sefur í djúpinu
- 1974 - Hermann og Dídí
- 1976 - Það rís úr djúpinu
- 1979 - Saga af manni sem fékk flugu í höfuðið
- 1980 - Sagan af Ara Fróðasyni og Hugborgu konu hans
- 1982 - Hjartað býr enn í helli sínum
- 1982 - Tóta og táin á pabba. Traducción al español: Tota y el dedo de papá. Traducción de Enrique Bernárdez. Madrid, Alfaguara, 1988.
- 1985 - Leitin að landinu fagra
- 1985 - Froskmaðurinn
- 1991 - Svanurinn. Traducido al español: El cisne. Traducción de Aitor Yraola. Barcelona, Tusquets Editores, 1997.
- 1993 - Sú kvalda ást sem hugarfylgsnin geyma. Traducción al español: Amor duro. Traducido por Enrique Bernárdez. Barcelona, Tusquets Editores, 1999.
- 1994 - Ævinlega
- 1997 - Faðir og móðir og dulmagn bernskunnar. Traducción al español: La magia de la niñez. Barcelona, Tusquets Editores, 2004.
- 2004 - Lömuðu kennslukonurnar

### Poesía
- 1961 - "Endurtekin orð"
- 1978 - "Flateyjar - Frey"
- 2001 - "Stígar". Traducción al español: Caminos. Traducción de Rafael García Pérez, Hin Kindin, Reykjavík, 2020.